# Championnats du monde de x-trial 2016
Pour les articles homonymes, voir Trial (homonymie).
Navigation
2015 2017
Les championnats du monde de x-trial 2016 sont une compétition internationale de sport motocycliste sous l'égide de la Fédération internationale de motocyclisme (FIM). Les championnats se déroulent en quatre manches entre janvier et mars 2016 et ils sont remportés par l'espagnol Toni Bou.
Le trial est une discipline sportive qui consiste à franchir des obstacles à moto. Par extension, le terme trial désigne la discipline sur parcours en extérieur avec obstacles naturels tandis que le terme x-trial se réfère aux parcours en intérieur avec obstacles artificiels.

## Calendrier
| #         | Lieu            | Date           |
| --------- | --------------- | -------------- |
| 1re étape | Sheffield       | 9 janvier 2016 |
| 2e étape  | Barcelone       | 7 février 2016 |
| 3e étape  | Wiener Neustadt | 19 mars 2016   |
| 4e étape  | Marseille       | 25 mars 2016   |

## Pilotes
Dix trialistes remportent des points à ces championnats du monde : Toni Bou, Adam Raga, Albert Cabestany, Jeroni Fajardo, Takahisa Fujinami, Alexandre Ferrer, Eddie Karlsson, Franz Josef Kadlec, James Dabill et Jaime Busto.

## Résultats
À chaque manche les huit meilleurs remportent des points. L'espagnol Toni Bou devient champion du monde avec un total de 75 points.

### Podium par manche
| #         | Lieu            | Premier (20 points) | Deuxième (15 points) | Troisième (12 points) |
| --------- | --------------- | ------------------- | -------------------- | --------------------- |
| 1re étape | Sheffield       | Adam Raga           | Toni Bou             | Albert Cabestany      |
| 2e étape  | Barcelone       | Toni Bou            | Adam Raga            | Albert Cabestany      |
| 3e étape  | Wiener Neustadt | Toni Bou            | Albert Cabestany     | Adam Raga             |
| 4e étape  | Marseille       | Toni Bou            | Albert Cabestany     | Adam Raga             |

### Classement général
| #  | Pilote             | Points |
| -- | ------------------ | ------ |
| 1  | Toni Bou           | 75     |
| 2  | Adam Raga          | 59     |
| 3  | Albert Cabestany   | 54     |
| 4  | Jeroni Fajardo     | 33     |
| 5  | Takahisa Fujinami  | 27     |
| 6  | Alexandre Ferrer   | 13     |
| 7  | Eddie Karlsson     | 9      |
| 8  | Franz Josef Kadlec | 2      |
| 9  | James Dabill       | 2      |
| 10 | Jaime Busto        | 2      |